# Birell
Birell (dříve Radegast Birell) je českou značkou nealkoholického piva vyráběnou v pivovarech Plzeňský Prazdroj a Šariš mezinárodní pivovarské skupiny Asahi. Birell obsahuje 0,49 % objemového množství alkoholu, přičemž hranice obsahu alkoholu pro nealkoholická piva je podle českých zákonů 0,5 % celkového objemu. Jeho prodej nezletilým osobám je tudíž v Česku povolen. Vyznačuje se charakteristickými vlastnostmi českých ležáků – výraznou hořkostí, pěnivostí i absencí cizích (nesladových) chutí a vůní.

## Historie

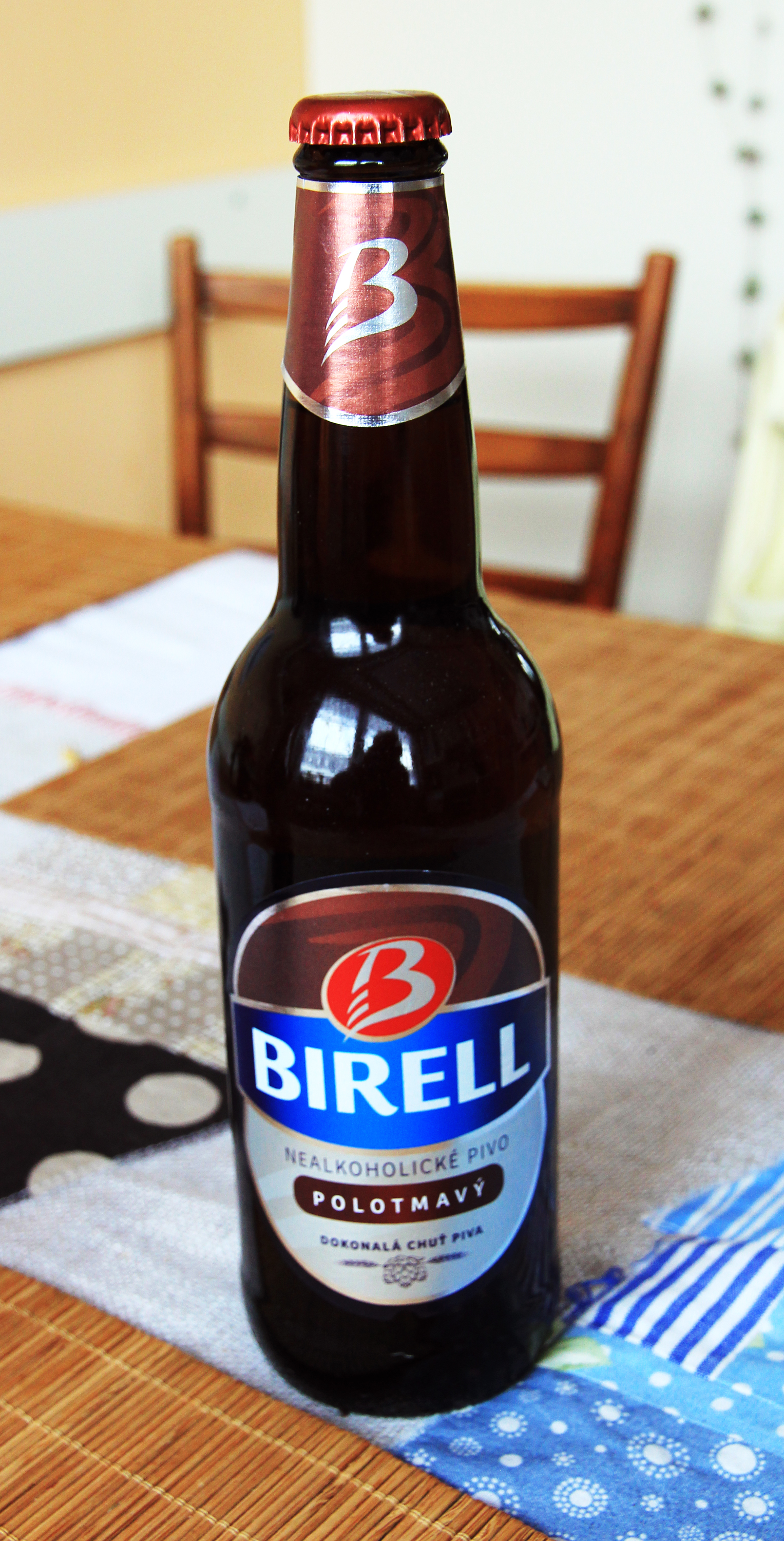
Lahvový Birell polotmavý

Historie Birellu se začala psát v roce 1991, kdy pracovníci nošovického pivovaru Radegast navázali kontakt s curyšským pivovarem Hürlimann. Od svých švýcarských kolegů převzali čeští pivovarníci technologii výroby nealkoholického piva, kterou přizpůsobili domácím podmínkám a potřebám tuzemských konzumentů. První várka Birellu byla v Nošovicích (okres Frýdek-Místek) uvařena v roce 1992. Postupně se Birell stal nejvýznamnější domácí značkou nealkoholického piva, jak co do objemu výroby, tak pokud jde o podíl na trhu. Stránky Birellu uvádějí, že úhrnný roční výstav činí 200 000 hektolitrů, a to je zhruba jedna třetina roční produkce celé České republiky. Z hlediska domácí spotřeby je hegemonie Birellu ještě markantnější: patří mu dvě třetiny českého trhu. V roce 2010 byla uvedena na trh nová varianta Birellu nazvaná Birell Polotmavý. V současnosti je Birell vyráběn v Plzeňském Prazdroji (pro Česko).

## Technologie výroby

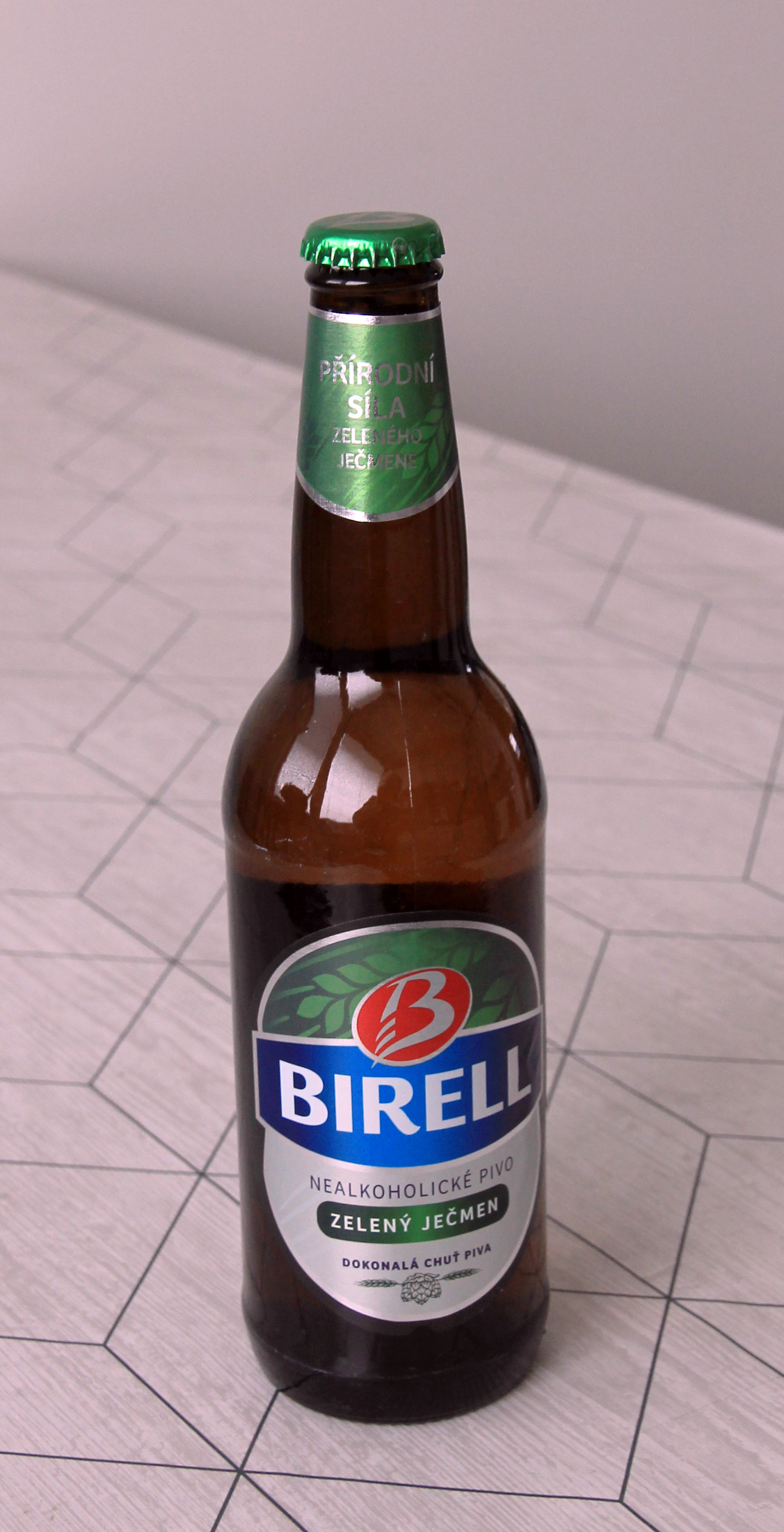
Lahvový Birell zelený ječmen

Nízkého obsahu alkoholu v Birellu je docíleno využitím speciálně vyšlechtěných kvasinek, které vyprodukují velmi málo etanolu i v případě, že kvasný proces probíhá stejně dlouhou dobu jako při výrobě alkoholických ležáků. Díky tomu si Birell uchovává některé důležité vlastnosti tradičních českých piv. Na druhou stranu není zcela bez alkoholu jako jiná nealkoholická piva.

## Ocenění
V roce 2008 získalo pivo Birell první místo v soutěži World Beer Cup.